# Cat Mandu
Cat Mandu (auch: Cat-Mandu und Mandu) (* 1995; † 2002) war eine britische Tabby-Katze, die von der Official Monster Raving Loony Party neben ihrem Besitzer als „Parteivorsitzende“ gewählt und bezeichnet wurde.

## Karriere
Cat Mandu war nach dem Tod von Screaming Lord Sutch im Jahr 1999 zusammen mit ihrem Besitzer Howling Laud Hope  gewählte Parteivorsitzende der Official Monster Raving Loony Party, bis sie 2002 bei einem Autounfall überfahren wurde. Um an ihren Tod zu erinnern, schlug die Partei vor, alle Hauptstraßen mit Katzen-Zebrastreifen zu versehen.

## Name
Der Name der Katze ist eine Verballhornung von Kathmandu in Nepal. Ein Gesetzesvorschlag der OMRLP nach ihrem Tod lautete, dass keine Katze Cat Mandu genannt werden darf, da es nur eine dieses Namens geben könne.